# Mramorski Potok
Mramorski Potok (cyr. Мраморски Поток) – wieś w Serbii, w okręgu niszawskim, w mieście Nisz. W 2011 roku liczyła 337 mieszkańców.